# Élections législatives de 2022 dans le Bas-Rhin
Les élections législatives françaises de 2022 dans le Bas-Rhin se déroulent les 12 et 19 juin 2022. Dans le département, neuf députés sont à élire dans le cadre de neuf circonscriptions.

## Résultats de l'élection présidentielle de 2022 par circonscription
| Circonscription | 1er tour | 1er tour | 1er tour  |         | 2d tour | 2d tour |
| Circonscription | Macron   | Le Pen   | Mélenchon | Macron  | Le Pen  |         |
| --------------- | -------- | -------- | --------- | ------- | ------- | ------- |
| Circonscription |          |          |           |         |         |         |
| 1re             | 30,87 %  | 8,86 %   | 36,84 %   | 80,70 % | 19,30 % |         |
| 2e              | 29,69 %  | 14,46 %  | 32,29 %   | 73,01 % | 26,99 % |         |
| 3e              | 30,63 %  | 16,19 %  | 29,24 %   | 70,52 % | 29,48 % |         |
| 4e              | 35,19 %  | 22,34 %  | 16,45 %   | 63,88 % | 36,12 % |         |
| 5e              | 30,25 %  | 29,19 %  | 13,92 %   | 53,68 % | 46,32 % |         |
| 6e              | 30,18 %  | 28,64 %  | 13,93 %   | 53,93 % | 46,07 % |         |
| 7e              | 27,68 %  | 32,57 %  | 11,87 %   | 48,63 % | 51,37 % |         |
| 8e              | 28,99 %  | 35,13 %  | 9,91 %    | 48,01 % | 51,99 % |         |
| 9e              | 32,10 %  | 29,48 %  | 12,91 %   | 54,83 % | 45,17 % |         |

## Système électoral
Les élections législatives ont lieu au scrutin uninominal majoritaire à deux tours dans des circonscriptions uninominales.
Est élu au premier tour le candidat qui réunit la majorité absolue des suffrages exprimés et un nombre de voix au moins égal au quart (25 %) des électeurs inscrits dans la circonscription. Si aucun des candidats ne satisfait ces conditions, un second tour est organisé entre les candidats ayant réuni un nombre de voix au moins égal à un huitième des inscrits (12,5 %) ; les deux candidats arrivés en tête du premier tour se maintiennent néanmoins par défaut si un seul ou aucun d'entre eux n'a atteint ce seuil. Au second tour, le candidat arrivé en tête est déclaré élu.
Le seuil de qualification basé sur un pourcentage du total des inscrits et non des suffrages exprimés rend plus difficile l'accès au second tour lorsque l'abstention est élevée. Le système permet en revanche l'accès au second tour de plus de deux candidats si plusieurs d'entre eux franchissent le seuil de 12,5 % des inscrits. Les candidats en lice au second tour peuvent ainsi être trois, un cas de figure appelé « triangulaire ». Les second tours où s'affrontent quatre candidats, appelés « quadrangulaire » sont également possibles, mais beaucoup plus rares.

### Partis et nuances
Les résultats des élections sont publiés en France par le ministère de l'Intérieur, qui classe les partis en leur attribuant des nuances politiques. Ces dernières sont décidées par les préfets, qui les attribuent indifféremment de l'étiquette politique déclarée par les candidats, qui peut être celle d'un parti ou une candidature sans étiquette.
En 2022, seules les coalitions Ensemble (ENS) et Nouvelle Union populaire écologique et sociale (NUP), ainsi que le Parti radical de gauche (RDG), l'Union des démocrates et indépendants (UDI), Les Républicains (LR), le Rassemblement national (RN) et Reconquête (REC) se voient attribuer  une nuance propre,,.
Tous les autres partis se voient attribuer l'une ou l'autre des nuances suivantes : DXG (divers extrême gauche), DVG (divers gauche), ECO (écologiste), REG (régionaliste), DVC (divers centre), DVD (divers droite), DSV (droite souverainiste) et DXD (divers extrême droite). Des partis comme Debout la France ou Lutte ouvrière ne disposent ainsi pas de nuance propre, et leurs résultats nationaux ne sont pas publiés séparément par le ministère, car mélangés avec d'autres partis (respectivement dans les nuances DSV et DXG),.

## Résultats

### Élus
| Circonscription                                 | Député sortant                            | Parti | Parti      | Groupe | Député élu ou réélu | Parti | Parti      | Groupe    |
| ----------------------------------------------- | ----------------------------------------- | ----- | ---------- | ------ | ------------------- | ----- | ---------- | --------- |
| 1re                                             | Thierry Michels*                          |       | LREM       | LREM   | Sandra Regol        |       | EELV       | ÉCO-NUPES |
| 2e                                              | Sylvain Waserman                          |       | MoDem      | MDDA   | Emmanuel Fernandes  |       | LFI        | LFI-NUPES |
| 3e                                              | Bruno Studer                              |       | LREM       | LREM   | Bruno Studer        |       | LREM       | RE        |
| 4e                                              | Martine Wonner                            |       | EPL        | NI     | Françoise Buffet    |       | LREM       | RE        |
| 5e                                              | Antoine Herth*                            |       | Agir       | AE     | Charles Sitzenstuhl |       | LREM       | RE        |
| 6e                                              | Philippe Meyer suppléant de Laurent Furst |       | LR         | LR     | Louise Morel        |       | MoDem      | DEM       |
| 7e                                              | Patrick Hetzel                            |       | LR         | LR     | Patrick Hetzel      |       | LR         | LR        |
| 8e                                              | Frédéric Reiss*                           |       | LR         | LR     | Stéphanie Kochert   |       | HOR        | HOR       |
| 9e                                              | Vincent Thiébaut                          |       | HOR - LREM | LREM   | Vincent Thiébaut    |       | HOR - LREM | HOR       |
| * député sortant ne se représentant pas en 2022 |                                           |       |            |        |                     |       |            |           |

### Résultats à l'échelle du département

#### Résultats par coalition
| Parti et coalition                                           | Parti et coalition                                           | Parti et coalition                             | Premier tour | Premier tour | Premier tour | Second tour   | Second tour   | Second tour | Total Sièges  | +/-           |  |
| Parti et coalition                                           | Parti et coalition                                           | Parti et coalition                             | Voix         | %            | Sièges       | Voix          | %             | Sièges      | Total Sièges  | +/-           |  |
| ------------------------------------------------------------ | ------------------------------------------------------------ | ---------------------------------------------- | ------------ | ------------ | ------------ | ------------- | ------------- | ----------- | ------------- | ------------- |  |
|                                                              |                                                              | La République en marche (LREM)                 | 50 312       | 14,12        | 0            | 83 321        | 25,68         | 3           | 3             | 2             |  |
|                                                              | Mouvement démocrate (MoDem)                                  | 26 979                                         | 7,57         | 0            | 39 254       | 12,10         | 1             | 1           | 1             |               |  |
|                                                              | Horizons (H)                                                 | 21 597                                         | 6,06         | 0            | 43 481       | 13,40         | 2             | 2           | Nv            |               |  |
| Total Ensemble (ENS)                                         | Total Ensemble (ENS)                                         | 98 888                                         | 27,76        | 0            | 166 056      | 51,19         | 6             | 6           | 1             |               |  |
|                                                              |                                                              | La France insoumise (LFI)                      | 53 087       | 14,90        | 0            | 44 427        | 13,69         | 1           | 1             | 1             |  |
|                                                              | Europe Écologie Les Verts (EELV)                             | 19 356                                         | 5,43         | 0            | 15 569       | 4,80          | 1             | 1           | 1             |               |  |
| Total Nouvelle Union populaire écologique et sociale (NUPES) | Total Nouvelle Union populaire écologique et sociale (NUPES) | 72 443                                         | 20,33        | 0            | 59 996       | 18,49         | 2             | 2           | 2             |               |  |
|                                                              | Rassemblement national (RN)                                  | Rassemblement national (RN)                    | 66 148       | 18,57        | 0            | 76 679        | 23,64         | 0           | 0             | en stagnation |  |
|                                                              |                                                              | Les Républicains (LR)                          | 43 608       | 12,24        | 0            | 21 676        | 6,68          | 1           | 1             | 3             |  |
|                                                              | Union des démocrates et indépendants (UDI)                   | 13 248                                         | 3,72         | 0            |              |               |               | 0           | en stagnation |               |  |
| Total Union de la droite et du centre (UDC)                  | Total Union de la droite et du centre (UDC)                  | 56 856                                         | 15,96        | 0            | 21 676       | 6,68          | 1             | 1           | 3             |               |  |
|                                                              |                                                              | Unser Land (UL)                                | 18 885       | 5,30         | 0            |               |               |             | 0             | en stagnation |  |
| Total Régions et peuples solidaires (R&PS)                   | Total Régions et peuples solidaires (R&PS)                   | 18 885                                         | 5,30         | 0            | 0            | en stagnation |               |             |               |               |  |
|                                                              | Reconquête (REC)                                             | Reconquête (REC)                               | 10 606       | 2,98         | 0            | 0             | Nv            |             |               |               |  |
|                                                              |                                                              | Écologie au centre (ÉAC)                       | 6 174        | 1,73         | 0            | 0             | en stagnation |             |               |               |  |
|                                                              | Cap21                                                        | 1 433                                          | 0,40         | 0            | 0            | Nv            |               |             |               |               |  |
| Total Écologie au centre (ÉAC)                               | Total Écologie au centre (ÉAC)                               | 7 607                                          | 2,14         | 0            | 0            | en stagnation |               |             |               |               |  |
|                                                              | Ensemble pour les libertés (EPL)                             | Ensemble pour les libertés (EPL)               | 4 028        | 1,13         | 0            | 0             | Nv            |             |               |               |  |
|                                                              |                                                              | Debout la France (DLF)                         | 2 007        | 0,56         | 0            | 0             | en stagnation |             |               |               |  |
|                                                              | Les Patriotes (LP)                                           | 774                                            | 0,22         | 0            | 0            | Nv            |               |             |               |               |  |
|                                                              | Génération Frexit (GF)                                       | 634                                            | 0,18         | 0            | 0            | Nv            |               |             |               |               |  |
| Total Union pour la France (UPF)                             | Total Union pour la France (UPF)                             | 3 415                                          | 0,96         | 0            | 0            | en stagnation |               |             |               |               |  |
|                                                              | Dissidents NUPES                                             | Dissidents NUPES                               | 3 062        | 0,86         | 0            | 0             | Nv            |             |               |               |  |
|                                                              |                                                              | Mouvement écologiste indépendant (MEI)         | 2 915        | 0,82         | 0            | 0             | en stagnation |             |               |               |  |
| Total Tous unis pour le vivant (TUPV)                        | Total Tous unis pour le vivant (TUPV)                        | 2 915                                          | 0,82         | 0            | 0            | en stagnation |               |             |               |               |  |
|                                                              | Lutte ouvrière (LO)                                          | Lutte ouvrière (LO)                            | 2 324        | 0,65         | 0            | 0             | en stagnation |             |               |               |  |
|                                                              | Parti animaliste (PA)                                        | Parti animaliste (PA)                          | 2 080        | 0,58         | 0            | 0             | en stagnation |             |               |               |  |
|                                                              | Parti pirate (PP)                                            | Parti pirate (PP)                              | 912          | 0,26         | 0            | 0             | Nv            |             |               |               |  |
|                                                              | Parti radical de gauche (PRG)                                | Parti radical de gauche (PRG)                  | 857          | 0,24         | 0            | 0             | en stagnation |             |               |               |  |
|                                                              | Allons enfants (AE)                                          | Allons enfants (AE)                            | 512          | 0,14         | 0            | 0             | en stagnation |             |               |               |  |
|                                                              | Équinoxe (É)                                                 | Équinoxe (É)                                   | 376          | 0,11         | 0            | 0             | Nv            |             |               |               |  |
|                                                              | Place publique (PP)                                          | Place publique (PP)                            | 277          | 0,08         | 0            | 0             | Nv            |             |               |               |  |
|                                                              | Résistons (RES)                                              | Résistons (RES)                                | 198          | 0,06         | 0            | 0             | Nv            |             |               |               |  |
|                                                              | Volt France (Volt)                                           | Volt France (Volt)                             | 178          | 0,05         | 0            | 0             | Nv            |             |               |               |  |
|                                                              | Union des démocrates musulmans français (UDMF)               | Union des démocrates musulmans français (UDMF) | 116          | 0,03         | 0            | 0             | Nv            |             |               |               |  |
|                                                              | Parti ouvrier indépendant démocratique (POID)                | Parti ouvrier indépendant démocratique (POID)  | 68           | 0,02         | 0            | 0             | en stagnation |             |               |               |  |
|                                                              | Autres partis                                                | Autres partis                                  | 3 111        | 0,87         | 0            | 0             | en stagnation |             |               |               |  |
|                                                              | Sans étiquette (SE)                                          | Sans étiquette (SE)                            | 391          | 0,11         | 0            | 0             | en stagnation |             |               |               |  |
|                                                              |                                                              |                                                |              |              |              |               |               |             |               |               |  |
| Suffrages exprimés                                           | Suffrages exprimés                                           | Suffrages exprimés                             | 356 253      | 98,41        |              | 324 407       | 94,48         |             |               |               |  |
| Votes blancs                                                 | Votes blancs                                                 | Votes blancs                                   | 4 122        | 1,14         | 14 149       | 4,12          |               |             |               |               |  |
| Votes nuls                                                   | Votes nuls                                                   | Votes nuls                                     | 1 642        | 0,45         | 4 799        | 1,40          |               |             |               |               |  |
| Total                                                        | Total                                                        | Total                                          | 362 017      | 100          | 0            | 343 355       | 100           | 9           | 9             | en stagnation |  |
| Abstentions                                                  | Abstentions                                                  | Abstentions                                    | 422 354      | 53,85        |              | 441 186       | 56,23         |             |               |               |  |
| Inscrits/Participation                                       | Inscrits/Participation                                       | Inscrits/Participation                         | 784 371      | 46,15        | 784 541      | 43,77         |               |             |               |               |  |

#### Résultats par nuance
| Nuance                 | Nuance                                         | Nuance                 | Premier tour | Premier tour | Premier tour | Second tour | Second tour   | Second tour | Total Sièges | +/-           |  |
| Nuance                 | Nuance                                         | Nuance                 | Voix         | %            | Sièges       | Voix        | %             | Sièges      | Total Sièges | +/-           |  |
| ---------------------- | ---------------------------------------------- | ---------------------- | ------------ | ------------ | ------------ | ----------- | ------------- | ----------- | ------------ | ------------- |  |
|                        | Ensemble !                                     | ENS                    | 98 888       | 27,76        | 0            | 166 056     | 51,19         | 6           | 6            | 1             |  |
|                        | Nouvelle Union populaire écologique et sociale | NUP                    | 72 443       | 20,33        | 0            | 59 996      | 18,49         | 2           | 2            | 2             |  |
|                        | Rassemblement national                         | RN                     | 66 148       | 18,57        | 0            | 76 679      | 23,64         | 0           | 0            | en stagnation |  |
|                        | Les Républicains                               | LR                     | 34 800       | 9,77         | 0            | 21 676      | 6,68          | 1           | 1            | 3             |  |
|                        | Régionaliste                                   | REG                    | 18 885       | 5,30         | 0            |             |               |             | 0            | en stagnation |  |
|                        | Union des démocrates et indépendants           | UDI                    | 13 248       | 3,72         | 0            | 0           | en stagnation |             |              |               |  |
|                        | Ecologistes                                    | ECO                    | 12 602       | 3,54         | 0            | 0           | en stagnation |             |              |               |  |
|                        | Reconquête                                     | REC                    | 10 606       | 2,98         | 0            | 0           | Nv            |             |              |               |  |
|                        | Divers droite                                  | DVD                    | 9 836        | 2,76         | 0            | 0           | en stagnation |             |              |               |  |
|                        | Divers                                         | DIV                    | 8 484        | 2,38         | 0            | 0           | en stagnation |             |              |               |  |
|                        | Divers gauche                                  | DVG                    | 3 649        | 1,02         | 0            | 0           | en stagnation |             |              |               |  |
|                        | Droite souverainiste                           | DSV                    | 3 415        | 0,96         | 0            | 0           | en stagnation |             |              |               |  |
|                        | Divers extrême gauche                          | DXG                    | 2 392        | 0,67         | 0            | 0           | en stagnation |             |              |               |  |
|                        | Parti radical de gauche                        | RDG                    | 857          | 0,24         | 0            | 0           | en stagnation |             |              |               |  |
|                        |                                                |                        |              |              |              |             |               |             |              |               |  |
| Suffrages exprimés     | Suffrages exprimés                             | Suffrages exprimés     | 356 253      | 98,41        |              | 324 407     | 94,48         |             |              |               |  |
| Votes blancs           | Votes blancs                                   | Votes blancs           | 4 122        | 1,14         | 14 149       | 4,12        |               |             |              |               |  |
| Votes nuls             | Votes nuls                                     | Votes nuls             | 1 642        | 0,45         | 4 799        | 1,40        |               |             |              |               |  |
| Total                  | Total                                          | Total                  | 362 017      | 100          | 0            | 343 355     | 100           | 9           | 9            | en stagnation |  |
| Abstentions            | Abstentions                                    | Abstentions            | 422 354      | 53,85        |              | 441 186     | 56,23         |             |              |               |  |
| Inscrits/Participation | Inscrits/Participation                         | Inscrits/Participation | 784 371      | 46,15        | 784 541      | 43,77       |               |             |              |               |  |

### Cartes

Nuance politique des candidats arrivés en tête dans chaque commune au 1er tour.
Nuance politique des candidats arrivés en tête dans chaque commune au 2e tour.

### Résultats par circonscription

#### Première circonscription
Député sortant : Thierry Michels (La République en marche).
| Candidat                 | Candidat                 | Parti et coalition       | Nuance                   | Premier tour | Premier tour | Second tour | Second tour |
| Candidat                 | Candidat                 | Parti et coalition       | Nuance                   | Voix         | %            | Voix        | %           |
| ------------------------ | ------------------------ | ------------------------ | ------------------------ | ------------ | ------------ | ----------- | ----------- |
|                          | Sandra Regol,            | EELV (NUPES)             | NUP                      | 11 976       | 38,07        | 15 569      | 51,47       |
|                          | Alain Fontanel           | LREM (ENS)               | ENS                      | 9 085        | 28,88        | 14 682      | 48,53       |
|                          | Éric Elkouby             | PS diss.                 | DVG                      | 3 062        | 9,73         |             |             |
|                          | Tamara Volokhova         | RN                       | RN                       | 2 061        | 6,55         |             |             |
|                          | Audrey Rozenhaft         | LR (UDC)                 | LR                       | 1 479        | 4,70         |             |             |
|                          | Elena Christmann         | REC                      | REC                      | 1 111        | 3,53         |             |             |
|                          | Jamal Rouchdi,           | ERS                      | DIV                      | 482          | 1,53         |             |             |
|                          | Nawal Hafed              | EAC                      | ECO                      | 397          | 1,26         |             |             |
|                          | Albéric Barret           | É                        | DIV                      | 376          | 1,20         |             |             |
|                          | Jérémy Govi              | SE                       | DVG                      | 310          | 0,99         |             |             |
|                          | Lionel Sauner            | PA                       | ECO                      | 270          | 0,86         |             |             |
|                          | Stéphanie Karmann        | UL - AA (R&PS)           | REG                      | 236          | 0,75         |             |             |
|                          | Yamina Grosjean          | RES                      | DIV                      | 198          | 0,63         |             |             |
|                          | Frédéric Seigle-Murandi  | Volt                     | DIV                      | 178          | 0,57         |             |             |
|                          | Louise Fève              | LO                       | DXG                      | 140          | 0,45         |             |             |
|                          | Elisa Blache             | POID                     | DXG                      | 68           | 0,22         |             |             |
|                          | Sylvain Courcoux         | SE                       | DIV                      | 30           | 0,10         |             |             |
|                          |                          |                          |                          |              |              |             |             |
| Votes valides            | Votes valides            | Votes valides            | Votes valides            | 31 459       | 98,89        | 30 251      | 96,46       |
| Votes blancs             | Votes blancs             | Votes blancs             | Votes blancs             | 262          | 0,82         | 809         | 2,58        |
| Votes nuls               | Votes nuls               | Votes nuls               | Votes nuls               | 92           | 0,29         | 300         | 0,96        |
| Total                    | Total                    | Total                    | Total                    | 31 813       | 100          | 31 360      | 100         |
| Abstention               | Abstention               | Abstention               | Abstention               | 30 864       | 49,24        | 31 339      | 49,98       |
| Inscrits / participation | Inscrits / participation | Inscrits / participation | Inscrits / participation | 62 677       | 50,76        | 62 699      | 50,02       |

#### Deuxième circonscription
Député sortant : Sylvain Waserman (Mouvement démocrate).
| Candidat                 | Candidat                   | Parti et coalition       | Nuance                   | Premier tour | Premier tour | Second tour | Second tour |
| Candidat                 | Candidat                   | Parti et coalition       | Nuance                   | Voix         | %            | Voix        | %           |
| ------------------------ | -------------------------- | ------------------------ | ------------------------ | ------------ | ------------ | ----------- | ----------- |
|                          | Emmanuel Fernandes         | LFI (NUPES)              | NUP                      | 12 785       | 36,89        | 16 990      | 51,23       |
|                          | Sylvain Waserman           | MoDem (ENS)              | ENS                      | 10 506       | 30,31        | 16 174      | 48,77       |
|                          | Hombeline du Parc          | RN                       | RN                       | 3 977        | 11,47        |             |             |
|                          | Alexandre Wolf-Samaloussi  | LR (UDC)                 | LR                       | 2 211        | 6,38         |             |             |
|                          | Nelly Caminade             | REC                      | REC                      | 916          | 2,64         |             |             |
|                          | Thibaut Vinci              | PRG                      | RDG                      | 857          | 2,47         |             |             |
|                          | Cendrine Diemunsch         | UL (R&PS)                | REG                      | 813          | 2,35         |             |             |
|                          | Fabienne Schnitzler        | MEI (TUPV)               | ECO                      | 768          | 2,22         |             |             |
|                          | Margarethe Leonhart-Gruber | EAC                      | ECO                      | 622          | 1,79         |             |             |
|                          | Déborah Goulet             | PA                       | ECO                      | 448          | 1,29         |             |             |
|                          | Jamal Boussif              | USD                      | DIV                      | 234          | 0,68         |             |             |
|                          | Alain Richard              | LO                       | DXG                      | 229          | 0,66         |             |             |
|                          | Alexandre Grandjean        | PP                       | DIV                      | 177          | 0,51         |             |             |
|                          | Armèle Bennes              | UDMF                     | DIV                      | 116          | 0,33         |             |             |
|                          |                            |                          |                          |              |              |             |             |
| Votes valides            | Votes valides              | Votes valides            | Votes valides            | 34 659       | 98,68        | 33 164      | 95,65       |
| Votes blancs             | Votes blancs               | Votes blancs             | Votes blancs             | 331          | 0,94         | 1 093       | 3,15        |
| Votes nuls               | Votes nuls                 | Votes nuls               | Votes nuls               | 131          | 0,37         | 415         | 1,20        |
| Total                    | Total                      | Total                    | Total                    | 35 121       | 100          | 34 672      | 100         |
| Abstention               | Abstention                 | Abstention               | Abstention               | 38 240       | 52,13        | 38 710      | 52,75       |
| Inscrits / participation | Inscrits / participation   | Inscrits / participation | Inscrits / participation | 73 361       | 47,87        | 73 382      | 47,25       |

#### Troisième circonscription
Député sortant : Bruno Studer (La République en marche).
| Candidat                 | Candidat                 | Parti et coalition       | Nuance                   | Premier tour | Premier tour | Second tour | Second tour |
| Candidat                 | Candidat                 | Parti et coalition       | Nuance                   | Voix         | %            | Voix        | %           |
| ------------------------ | ------------------------ | ------------------------ | ------------------------ | ------------ | ------------ | ----------- | ----------- |
|                          | Bruno Studer             | LREM (ENS)               | ENS                      | 11 123       | 34,75        | 16 357      | 54,53       |
|                          | Sébastien Mas            | LFI (NUPES)              | NUP                      | 9 864        | 30,82        | 13 642      | 45,47       |
|                          | Stéphanie Dô             | RN                       | RN                       | 4 309        | 13,46        |             |             |
|                          | Imène Sfaxi              | LR (UDC)                 | LR                       | 1 758        | 5,49         |             |             |
|                          | Chantal Cutajar          | Cap21 (EAC)              | ECO                      | 1 433        | 4,48         |             |             |
|                          | Capucine Gautheron       | UL (R&PS)                | REG                      | 1 044        | 3,26         |             |             |
|                          | Joëlle Gaubert           | REC                      | REC                      | 864          | 2,70         |             |             |
|                          | Patricia Noel            | PA                       | ECO                      | 453          | 1,42         |             |             |
|                          | Cindy Bernhardt          | EPL                      | DIV                      | 401          | 1,25         |             |             |
|                          | Virgine Wetzel           | DLF (UPF)                | DSV                      | 327          | 1,02         |             |             |
|                          | Denise Grandmougin       | LO                       | DXG                      | 197          | 0,62         |             |             |
|                          | Valentin Plichon         | PP                       | DIV                      | 184          | 0,57         |             |             |
|                          | Hicham Hamza             | SE                       | DIV                      | 51           | 0,16         |             |             |
|                          |                          |                          |                          |              |              |             |             |
| Votes valides            | Votes valides            | Votes valides            | Votes valides            | 32 008       | 98,72        | 29 999      | 95,26       |
| Votes blancs             | Votes blancs             | Votes blancs             | Votes blancs             | 320          | 0,99         | 1 106       | 3,51        |
| Votes nuls               | Votes nuls               | Votes nuls               | Votes nuls               | 95           | 0,29         | 387         | 1,23        |
| Total                    | Total                    | Total                    | Total                    | 32 423       | 100          | 31 492      | 100         |
| Abstention               | Abstention               | Abstention               | Abstention               | 38 491       | 54,28        | 39 438      | 55,60       |
| Inscrits / participation | Inscrits / participation | Inscrits / participation | Inscrits / participation | 70 914       | 45,72        | 70 930      | 44,40       |

#### Quatrième circonscription
Députée sortante : Martine Wonner (Ensemble pour les libertés).
| Candidat                 | Candidat                 | Parti et coalition       | Nuance                   | Premier tour | Premier tour | Second tour | Second tour |
| Candidat                 | Candidat                 | Parti et coalition       | Nuance                   | Voix         | %            | Voix        | %           |
| ------------------------ | ------------------------ | ------------------------ | ------------------------ | ------------ | ------------ | ----------- | ----------- |
|                          | Françoise Buffet         | LREM (ENS)               | ENS                      | 14 554       | 31,38        | 26 856      | 66,06       |
|                          | Imane Lahmeur            | LFI (NUPES)              | NUP                      | 7 952        | 17,15        | 13 795      | 33,94       |
|                          | Virginie Joron           | RN                       | RN                       | 7 931        | 17,10        |             |             |
|                          | Éric Amiet               | LR (UDC)                 | LR                       | 6 838        | 14,75        |             |             |
|                          | Martine Wonner           | EPL                      | DIV                      | 2 494        | 5,38         |             |             |
|                          | Bénédicte Matz           | UL (R&PS)                | REG                      | 1 920        | 4,14         |             |             |
|                          | Virginie Beck            | REC                      | REC                      | 1 858        | 4,01         |             |             |
|                          | Clément Behr             | EAC                      | ECO                      | 1 607        | 3,47         |             |             |
|                          | Alain North              | PP                       | DIV                      | 388          | 0,84         |             |             |
|                          | Jean-Claude Chirollet    | LP (UPF)                 | DSV                      | 329          | 0,71         |             |             |
|                          | Marina Lafay             | PP                       | DVG                      | 277          | 0,60         |             |             |
|                          | Mehdi Benhlal            | LO                       | DXG                      | 226          | 0,49         |             |             |
|                          |                          |                          |                          |              |              |             |             |
| Votes valides            | Votes valides            | Votes valides            | Votes valides            | 46 374       | 98,42        | 40 651      | 92,47       |
| Votes blancs             | Votes blancs             | Votes blancs             | Votes blancs             | 550          | 1,17         | 2 454       | 5,58        |
| Votes nuls               | Votes nuls               | Votes nuls               | Votes nuls               | 195          | 0,41         | 854         | 1,94        |
| Total                    | Total                    | Total                    | Total                    | 47 119       | 100          | 43 959      | 100         |
| Abstention               | Abstention               | Abstention               | Abstention               | 50 791       | 51,88        | 53 970      | 55,11       |
| Inscrits / participation | Inscrits / participation | Inscrits / participation | Inscrits / participation | 97 910       | 48,12        | 97 929      | 44,89       |

#### Cinquième circonscription
Député sortant : Antoine Herth (Agir).
| Candidat                 | Candidat                 | Parti et coalition       | Nuance                   | Premier tour | Premier tour | Second tour | Second tour |
| Candidat                 | Candidat                 | Parti et coalition       | Nuance                   | Voix         | %            | Voix        | %           |
| ------------------------ | ------------------------ | ------------------------ | ------------------------ | ------------ | ------------ | ----------- | ----------- |
|                          | Charles Sitzenstuhl      | LREM (ENS)               | ENS                      | 15 550       | 32,62        | 25 426      | 60,67       |
|                          | Marc Wolff               | RN                       | RN                       | 10 052       | 21,09        | 16 484      | 39,33       |
|                          | Véronique Toulza         | LFI (NUPES)              | NUP                      | 7 653        | 16,05        |             |             |
|                          | Olivier Sohler           | UDI (UDC)                | UDI                      | 4 553        | 9,55         |             |             |
|                          | Sarah Weiss Moessmer     | UL (R&PS)                | REG                      | 4 021        | 8,44         |             |             |
|                          | Daniel Weber             | EAC                      | ECO                      | 1 341        | 2,81         |             |             |
|                          | Angelo Errera-Muller     | UADC                     | DVD                      | 1 028        | 2,16         |             |             |
|                          | Mélanie Abassi           | REC                      | REC                      | 1 007        | 2,11         |             |             |
|                          | Jean Pluskota            | MEI (TUPV)               | ECO                      | 819          | 1,72         |             |             |
|                          | Yolande Tetart           | EPL                      | DIV                      | 712          | 1,49         |             |             |
|                          | Patrick Dutter           | LO                       | DXG                      | 473          | 0,99         |             |             |
|                          | Quentin Mertz            | DLF (UPF)                | DSV                      | 461          | 0,97         |             |             |
|                          |                          |                          |                          |              |              |             |             |
| Votes valides            | Votes valides            | Votes valides            | Votes valides            | 47 670       | 98,13        | 41 910      | 93,13       |
| Votes blancs             | Votes blancs             | Votes blancs             | Votes blancs             | 640          | 1,32         | 2 371       | 5,27        |
| Votes nuls               | Votes nuls               | Votes nuls               | Votes nuls               | 266          | 0,55         | 719         | 1,60        |
| Total                    | Total                    | Total                    | Total                    | 48 576       | 100          | 45 000      | 100         |
| Abstention               | Abstention               | Abstention               | Abstention               | 57 594       | 54,25        | 61 193      | 57,62       |
| Inscrits / participation | Inscrits / participation | Inscrits / participation | Inscrits / participation | 106 170      | 45,75        | 106 193     | 42,38       |

#### Sixième circonscription
Député sortant : Philippe Meyer (Les Républicains), élu en 2017 en tant que suppléant de Laurent Furst (Les Républicains).
| Candidat                 | Candidat                 | Parti et coalition       | Nuance                   | Premier tour | Premier tour | Second tour | Second tour |
| Candidat                 | Candidat                 | Parti et coalition       | Nuance                   | Voix         | %            | Voix        | %           |
| ------------------------ | ------------------------ | ------------------------ | ------------------------ | ------------ | ------------ | ----------- | ----------- |
|                          | Louise Morel             | MoDem (ENS)              | ENS                      | 11 267       | 25,35        | 23 080      | 57,90       |
|                          | Jean-Frédéric Steinbach  | RN                       | RN                       | 10 065       | 22,65        | 16 785      | 42,10       |
|                          | Philippe Meyer           | LR (UDC)                 | LR                       | 9 069        | 20,41        |             |             |
|                          | Martine Marchal-Minazzi, | EELV (NUPES)             | NUP                      | 7 380        | 16,61        |             |             |
|                          | Carinne Hamm             | UL (R&PS)                | REG                      | 2 488        | 5,60         |             |             |
|                          | Sabrina Ritter           | REC                      | REC                      | 1 300        | 2,93         |             |             |
|                          | Véronique Grussi         | EAC                      | ECO                      | 1 272        | 2,86         |             |             |
|                          | Bastien Macia            | DLF (UPF)                | DSV                      | 744          | 1,67         |             |             |
|                          | Martial Debriffe         | PA                       | ECO                      | 561          | 1,26         |             |             |
|                          | René Camus               | LO                       | DXG                      | 292          | 0,66         |             |             |
|                          |                          |                          |                          |              |              |             |             |
| Votes valides            | Votes valides            | Votes valides            | Votes valides            | 44 438       | 98,46        | 39 865      | 93,63       |
| Votes blancs             | Votes blancs             | Votes blancs             | Votes blancs             | 516          | 1,14         | 2 100       | 4,93        |
| Votes nuls               | Votes nuls               | Votes nuls               | Votes nuls               | 181          | 0,40         | 614         | 1,44        |
| Total                    | Total                    | Total                    | Total                    | 45 135       | 100          | 42 579      | 100         |
| Abstention               | Abstention               | Abstention               | Abstention               | 52 470       | 53,76        | 55 041      | 56,38       |
| Inscrits / participation | Inscrits / participation | Inscrits / participation | Inscrits / participation | 97 605       | 46,24        | 97 620      | 43,62       |

#### Septième circonscription
Député sortant : Patrick Hetzel (Les Républicains).
| Candidat                 | Candidat                 | Parti et coalition       | Nuance                   | Premier tour | Premier tour | Second tour | Second tour |
| Candidat                 | Candidat                 | Parti et coalition       | Nuance                   | Voix         | %            | Voix        | %           |
| ------------------------ | ------------------------ | ------------------------ | ------------------------ | ------------ | ------------ | ----------- | ----------- |
|                          | Patrick Hetzel           | LR (UDC)                 | LR                       | 13 445       | 35,01        | 21 676      | 64,03       |
|                          | Valérie Eschenmann       | RN                       | RN                       | 8 183        | 21,31        | 12 177      | 35,97       |
|                          | Patrick Depyl            | MoDem (ENS)              | ENS                      | 5 206        | 13,56        |             |             |
|                          | Lou Toussaint,           | LFI (NUPES)              | NUP                      | 4 852        | 12,63        |             |             |
|                          | Jean-Marie Lorber        | UL (R&PS)                | REG                      | 2 110        | 5,49         |             |             |
|                          | Christophe Hecker        | ABSE                     | DIV                      | 1 367        | 3,56         |             |             |
|                          | Dino Margarito           | EAC                      | ECO                      | 935          | 2,43         |             |             |
|                          | Hervé Morard             | REC                      | REC                      | 677          | 1,76         |             |             |
|                          | Florine Wojtkowiak       | DLF (UPF)                | DSV                      | 475          | 1,24         |             |             |
|                          | Cédric Stab              | EPL                      | DIV                      | 421          | 1,10         |             |             |
|                          | Brian Hoenicke           | PA                       | ECO                      | 348          | 0,91         |             |             |
|                          | Jean Meyer               | LO                       | DXG                      | 220          | 0,57         |             |             |
|                          | Philippe Sohm            | PP                       | DIV                      | 163          | 0,42         |             |             |
|                          |                          |                          |                          |              |              |             |             |
| Votes valides            | Votes valides            | Votes valides            | Votes valides            | 38 402       | 98,08        | 33 853      | 94,85       |
| Votes blancs             | Votes blancs             | Votes blancs             | Votes blancs             | 491          | 1,25         | 1 405       | 3,94        |
| Votes nuls               | Votes nuls               | Votes nuls               | Votes nuls               | 262          | 0,67         | 434         | 1,22        |
| Total                    | Total                    | Total                    | Total                    | 39 155       | 100          | 35 692      | 100         |
| Abstention               | Abstention               | Abstention               | Abstention               | 46 583       | 54,33        | 50 064      | 58,38       |
| Inscrits / participation | Inscrits / participation | Inscrits / participation | Inscrits / participation | 85 738       | 45,67        | 85 756      | 41,62       |

#### Huitième circonscription
Député sortant : Frédéric Reiss (Les Républicains).
| Candidat                 | Candidat                 | Parti et coalition       | Nuance                   | Premier tour | Premier tour | Second tour | Second tour |
| Candidat                 | Candidat                 | Parti et coalition       | Nuance                   | Voix         | %            | Voix        | %           |
| ------------------------ | ------------------------ | ------------------------ | ------------------------ | ------------ | ------------ | ----------- | ----------- |
|                          | Ludwig Knoepffler        | RN                       | RN                       | 10 527       | 26,28        | 16 365      | 43,36       |
|                          | Stéphanie Kochert        | H (ENS)                  | ENS                      | 9 849        | 24,59        | 21 373      | 56,64       |
|                          | Anne Sander              | LR (UDC)                 | DVD                      | 8 808        | 21,99        |             |             |
|                          | Samy Ahmed-Yahia         | LFI (NUPES)              | NUP                      | 3 951        | 9,86         |             |             |
|                          | Bruno Jacky              | UL (R&PS)                | REG                      | 3 533        | 8,82         |             |             |
|                          | Claire Grosheitsch       | MEI (TUPV)               | ECO                      | 1 328        | 3,32         |             |             |
|                          | Sébastien Kriloff        | REC                      | REC                      | 1 200        | 3,00         |             |             |
|                          | Colette Pissard          | GF (UPF)                 | DSV                      | 634          | 1,58         |             |             |
|                          | Catherine Gsell          | LO                       | DXG                      | 228          | 0,57         |             |             |
|                          |                          |                          |                          |              |              |             |             |
| Votes valides            | Votes valides            | Votes valides            | Votes valides            | 40 058       | 98,11        | 37 738      | 95,38       |
| Votes blancs             | Votes blancs             | Votes blancs             | Votes blancs             | 550          | 1,35         | 1 297       | 3,28        |
| Votes nuls               | Votes nuls               | Votes nuls               | Votes nuls               | 221          | 0,54         | 533         | 1,35        |
| Total                    | Total                    | Total                    | Total                    | 40 829       | 100          | 39 568      | 100         |
| Abstention               | Abstention               | Abstention               | Abstention               | 53 686       | 56,80        | 54 954      | 58,14       |
| Inscrits / participation | Inscrits / participation | Inscrits / participation | Inscrits / participation | 94 515       | 43,20        | 94 522      | 41,86       |

#### Neuvième circonscription
Député sortant : Vincent Thiébaut (Horizons - La République en marche).
| Candidat                 | Candidat                 | Parti et coalition       | Nuance                   | Premier tour | Premier tour | Second tour | Second tour |
| Candidat                 | Candidat                 | Parti et coalition       | Nuance                   | Voix         | %            | Voix        | %           |
| ------------------------ | ------------------------ | ------------------------ | ------------------------ | ------------ | ------------ | ----------- | ----------- |
|                          | Vincent Thiébaut,        | H - LREM (ENS)           | ENS                      | 11 748       | 28,52        | 22 108      | 59,79       |
|                          | Laurent Gnaedig          | RN                       | RN                       | 9 043        | 21,96        | 14 868      | 40,21       |
|                          | Denis Riedinger          | UDI (UDC)                | UDI                      | 8 695        | 21,11        |             |             |
|                          | Leilla Witzmann          | LFI (NUPES)              | NUP                      | 6 030        | 14,64        |             |             |
|                          | Maurice Gluck            | UL (R&PS)                | REG                      | 2 720        | 6,60         |             |             |
|                          | Stéphanie Altherr        | REC                      | REC                      | 1 673        | 4,06         |             |             |
|                          | Lenny Steinmetz          | AE                       | DIV                      | 512          | 1,24         |             |             |
|                          | Solange Deschamps        | LP (UPF)                 | DSV                      | 445          | 1,08         |             |             |
|                          | Yann Lucas               | LO                       | DXG                      | 319          | 0,77         |             |             |
|                          |                          |                          |                          |              |              |             |             |
| Votes valides            | Votes valides            | Votes valides            | Votes valides            | 41 185       | 98,42        | 36 976      | 94,73       |
| Votes blancs             | Votes blancs             | Votes blancs             | Votes blancs             | 462          | 1,10         | 1 514       | 3,88        |
| Votes nuls               | Votes nuls               | Votes nuls               | Votes nuls               | 199          | 0,48         | 543         | 1,39        |
| Total                    | Total                    | Total                    | Total                    | 41 846       | 100          | 39 033      | 100         |
| Abstention               | Abstention               | Abstention               | Abstention               | 53 635       | 56,17        | 56 477      | 59,13       |
| Inscrits / participation | Inscrits / participation | Inscrits / participation | Inscrits / participation | 95 481       | 43,83        | 95 510      | 40,87       |